# Motown : La Véritable Histoire
Pour plus de détails, voir Fiche technique et Distribution.
Motown : La Véritable Histoire (Standing in the Shadows of Motown) est un film documentaire américain réalisé par Paul Justman.

## Synopsis
Le film raconte l'histoire du groupe The Funk Brothers, musiciens de studio qui ont participé à la plupart des enregistrements du label Motown entre 1959 et 1972. Ils ont enregistré à eux seuls plus de titres n°1 que les Beach Boys, les Rolling Stones, Elvis Presley et les Beatles réunis.

## Fiche technique
- Titre français : Motown : La Véritable Histoire
- Titre original : Standing in the Shadows of Motown
- Réalisation : Paul Justman
- Scénario : Walter Dallas, Ntozake Shange d'après le livre Standing in the Shadows of Motown: The Life and Music of Legendary Bassist James Jamerson d'Allan Slutsky
- Musique : Allan Slutsky
- Photographie : Douglas Milsome et Lon Stratton
- Montage : Anne Erikson
- Production : Paul Justman, Sandford Passman et Allan Slutsky
- Société de production : Artisan Entertainment, Rimshot et Elliott Scott Productions
- Société de distribution : Mars Distribution (France) et Artisan Entertainment (États-Unis)
- Pays :  États-Unis
- Genre : Documentaire
- Durée : 116 minutes
- Dates de sortie : 
  -  États-Unis : 15 novembre 2002
  -  France : 19 novembre 2003

## Bande originale
1. (Love Is Like a) Heat Wave - Joan Osborne
2. You've Really Got a Hold on Me - Me'shell Ndegeocello
3. Do You Love Me - Bootsy Collins
4. Bernadette - The Funk Brothers
5. Reach Out I'll Be There - Gerald Levert
6. Ain't Too Proud to Beg - Ben Harper
7. Shotgun - Gerald Levert avec Tom Scott
8. What Becomes of the Brokenhearted - Joan Osborne
9. I Heard It Through the Grapevine - Ben Harper
10. You Keep Me Hangin' On - The Funk Brothers
11. Cool Jerk - Bootsy Collins
12. Cloud Nine - Me'shell Ndegeocello
13. What's Going On - Chaka Khan
14. Ain't No Mountain High Enough - Chaka Khan & Montell Jordan
15. The Flick - Earl Van Dyke
16. Boom Boom - John Lee Hooker (Deluxe Edition bonus track)
17. (Your Love Keeps Lifting Me) Higher and Higher - Jackie Wilson (Deluxe Edition bonus track)
18. Scorpio - Dennis Coffey (en) & The Detroit Guitar Band (Deluxe Edition bonus track)

## Distribution
- Andre Braugher : narrateur

## Distinctions
- 2002 : meilleur film documentaire lors de la 37e cérémonie des National Society of Film Critics Awards
- 2002 : meilleur film documentaire lors des New York Film Critics Circle Awards
- 2003 : meilleure bande son lors des Grammy Awards
- 2003 : meilleur film documentaire lors des National Society of Film Critics Awards